# Hans Hansen (Architekt)
Hans Hansen, geboren Johann Hubert Hansen (* 15. Mai 1889 in Roetgen; † 24. Mai 1966 in Köln) war ein deutscher Architekt und bildender Künstler.

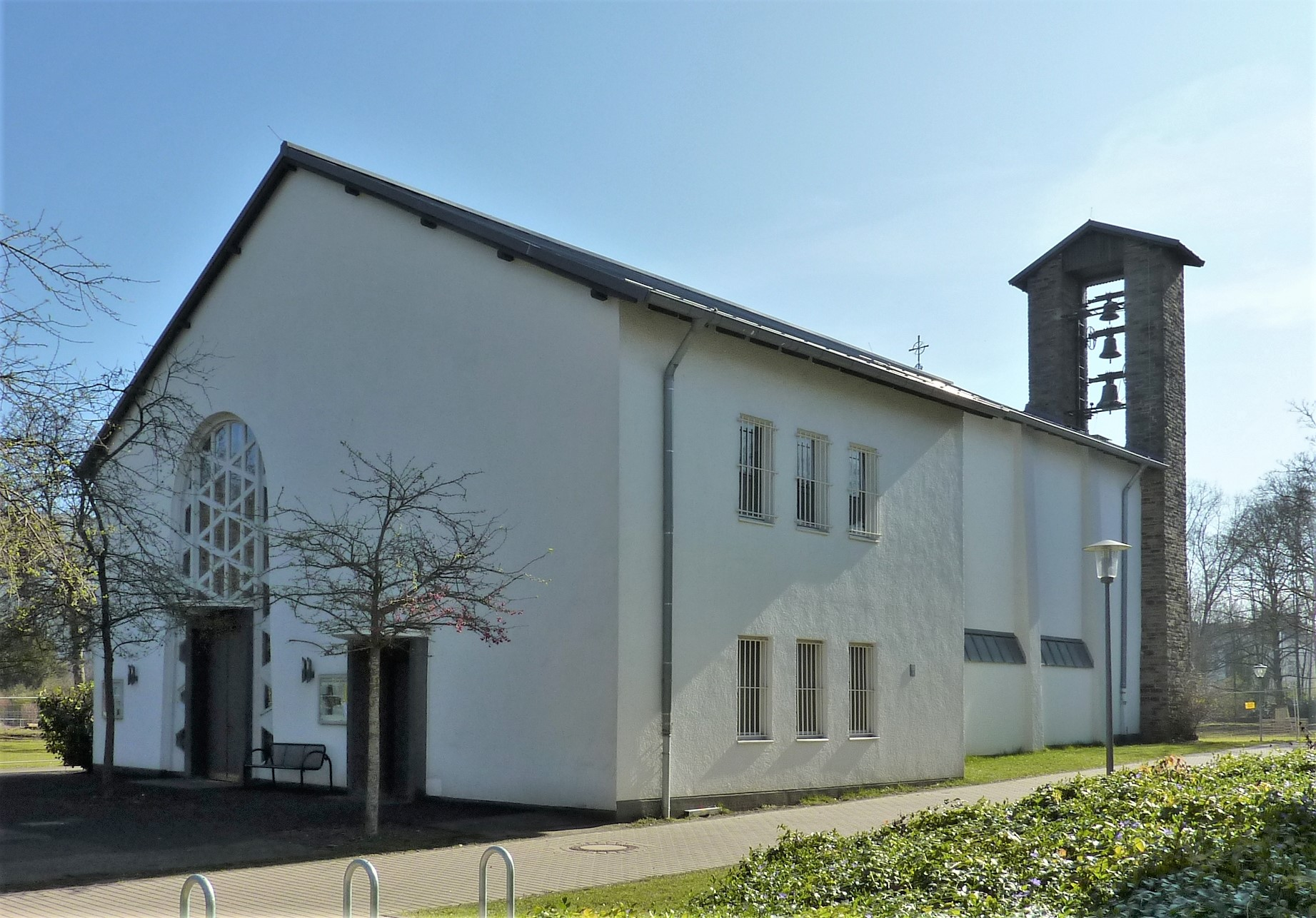
St.-Anna-Kapelle der Riehler Heimstätten in Köln

## Leben
Hansen wurde als Sohn des Wollwäschers August Hansen geboren, er hatte fünf Geschwister. Sein Vater muss nebenbei etwas Landwirtschaft betrieben haben, da das Wollwäschergeschäft eine Saisonarbeit war. Nach dem Besuch der Volksschule begann er 1912 eine Lehre bei dem Architekten Ludwig Paffendorf in Köln. Zugleich war er auch als Zeichner tätig. Ab 1914 war er Mitglied im Kreis der Maler Max Ernst, Peter Abelen und kurzzeitig auch Hanns Bolz, des Literaten Karl Otten, des Kölner Mundartdichters Johannes Theodor Kuhlemann, des Kunsthistorikers und Kustos am Museum für ostasiatische Kunst in Köln Alfred Salmony und des Kunsthändlers und Galeristen und engen Freundes Karl Nierendorf. Nach dem Ersten Weltkrieg war er Mitglied der von Max Ernst und seiner Frau gegründeten Gesellschaft der Künste, zusammen mit Otto Freundlich, Heinrich Hoerle, Franz Wilhelm Seiwert und Johannes Theodor Baargeld, die sich öfter mit dem Literaten und späteren Verleger Wieland Herzfelde auch in Hansens Wohnung trafen. Er wirkte auch an der von der Gesellschaft herausgegebenen Zeitschrift der Strom mit und beteiligte sich an deren Frühjahrsausstellung 1919. 1920 war er mit Willy Meller, Josef Pabst, Franz Albermann, Franz Wilhelm Seiwert und weiteren Künstlern an der kleinen Ausstellung der Arbeitsgemeinschaft Kölner Künstler beteiligt. Um 1920 war er Mitglied des Arbeitsrates für Kunst, den 1918 Bruno Taut, Walter Gropius und andere gegründet hatten. Außerdem war er an Tauts 1919 begründeten geheimen Briefwechsel (unter pseudonymen Absendern) unter dem Titel „Die gläserne Kette“  mit gleichgesinnten Architekten beteiligt, zu denen auch Walter Gropius und Hans Scharoun gehörten.
Bis zu seinem Tod war Hansen ein anerkannter Kirchenbaumeister im Raum Köln-Aachen, aber auch in Niedersachsen (Bethen bei Cloppenburg) und im Saarland (Wiebelskirchen). Er wurde auch häufig für kirchliche Inneneinrichtungen (Mosaike, liturgische Gegenstände wie Leuchter, Chorschranken u. a.) herangezogen.
Hansen starb 1966 im Alter von 77 Jahren in seiner Wohnung in Köln-Sülz. Er war verwitwet von Rosa Fortunata geb. Caesar (1888–1962), die er 1913 geheiratet hatte. Die Familiengrabstätte befindet sich auf dem Kölner Südfriedhof.

## Ausstellungen
- 1920: Gruppenausstellung der Arbeitsgemeinschaft Kölner Künstler im Kunstgewerbemuseum[7]
- August 1923: Kollektivausstellung (Titel unbekannt) mit Werken von Will Küpper, Hans Hansen, Renée Sintenis in der Galerie Alfred Flechtheim in Köln, Schildergasse 69[8]

## Bauten und Entwürfe
- 1922 (zusammen mit Wilhelm Riphahn): Wettbewerbsentwurf zum Neubau der katholischen Pfarrkirche St. Quirinusin  Köln-Mauenheim (nicht ausgeführt)
- 1922 (zusammen mit Wilhelm Riphahn): Entwurf für das Varieté Cavalu in Köln, Ehrenstraße
- 1924–1926: Inneneinrichtung der katholischen Pfarrkirche St. Bruno in Köln-Klettenberg

Über die Arbeit an St. Bruno bekam Hansen Kontakt zur Siedlungsgenossenschaft Köln-Sülz GmbH, für die er in den folgenden Jahren mehrere Siedlungsblöcke errichtete. (Hellenthaler Straße, Manderscheider Straße / Wichterichstraße). Nach der Tätigkeit an St. Bruno und auf Grund seiner religiösen Grundhaltung arbeitete er in den nächsten Jahrzehnten fast ausschließlich für die katholische Kirche.
- 1927–1934: Wettbewerbsentwurf für die Kirche Hl. Dreikönige in Köln-Bickendorf
- 1929: Wettbewerbsentwurf für die Kirche St. Karl Borromäus in Köln-Sülz
- Erweiterung der Kirche St. Michael in Hüchelhoven
- 1930–1931: Erweiterung der Kirche St. Christophorus in Bessenich
- kath. Pfarrkirche in Bottenbroich (Der Ort fiel dem Braunkohleabbau zum Opfer.)
- Kapelle des Kinderheims St. Anna in Neuss (mit Rochlinger)
- 1934: Mosaike im Chor der Kirche St. Laurentius in Bergisch Gladbach
- 1935 Freilichtbühne bei der Burg Friedestrom in Zons (nach 1950 umgebaut; Hansen entwarf auch die Kostüme)[9]
- 1940: Chorfenster der Kirche St. Johannes der Täufer in Ahrem
- 1943: Mosaik „Lamm Gottes“ am Altar der Kirche St. Josef in Düsseldorf-Oberbilk
- nach 1945: Wiederaufbau der Kirche St. Bruno in Köln-Klettenberg
- 1949: Wettbewerbsentwurf für den Wiederaufbau des Gürzenich in Köln
- um 1950: Innenausstattung des Belgischen Hauses in Köln
- Wiederaufbau der Kirche St. Peter und Paul in Engelskirchen
- 1951: Wiederaufbau der Kirche St. Mariä Empfängnis in Köln-Raderthal
- 1952: Kapelle St. Hermann Joseph in Mahlberg (Eifel)
- 1953: Wiederaufbau der Kirche St. Clemens in Herrig (mit Karl Friedrich Liebermann)
- 1958–1959: Kapelle St. Anna der Riehler Heimstätten in Köln-Riehl[10][11]

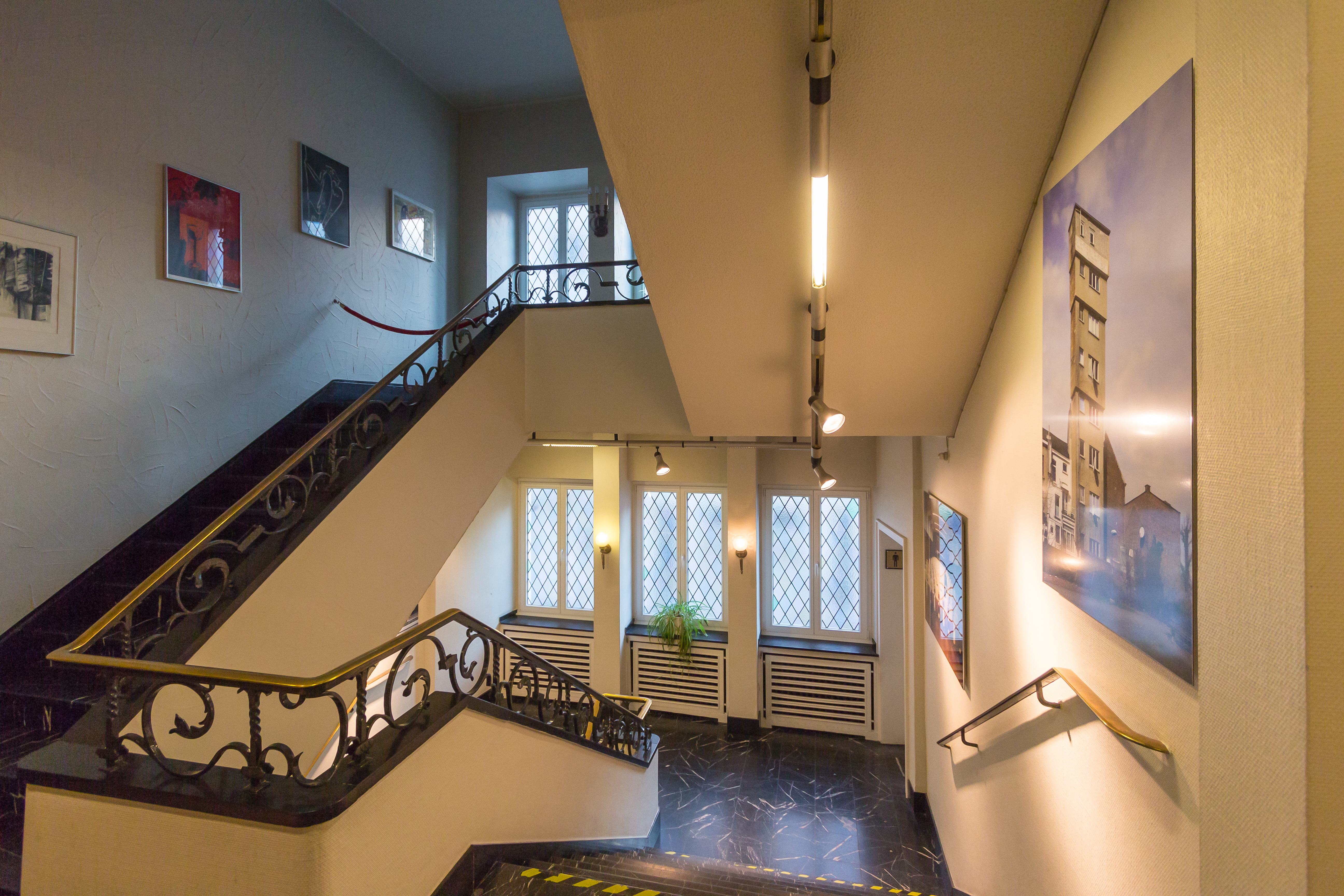
Treppenhaus Belgisches Haus
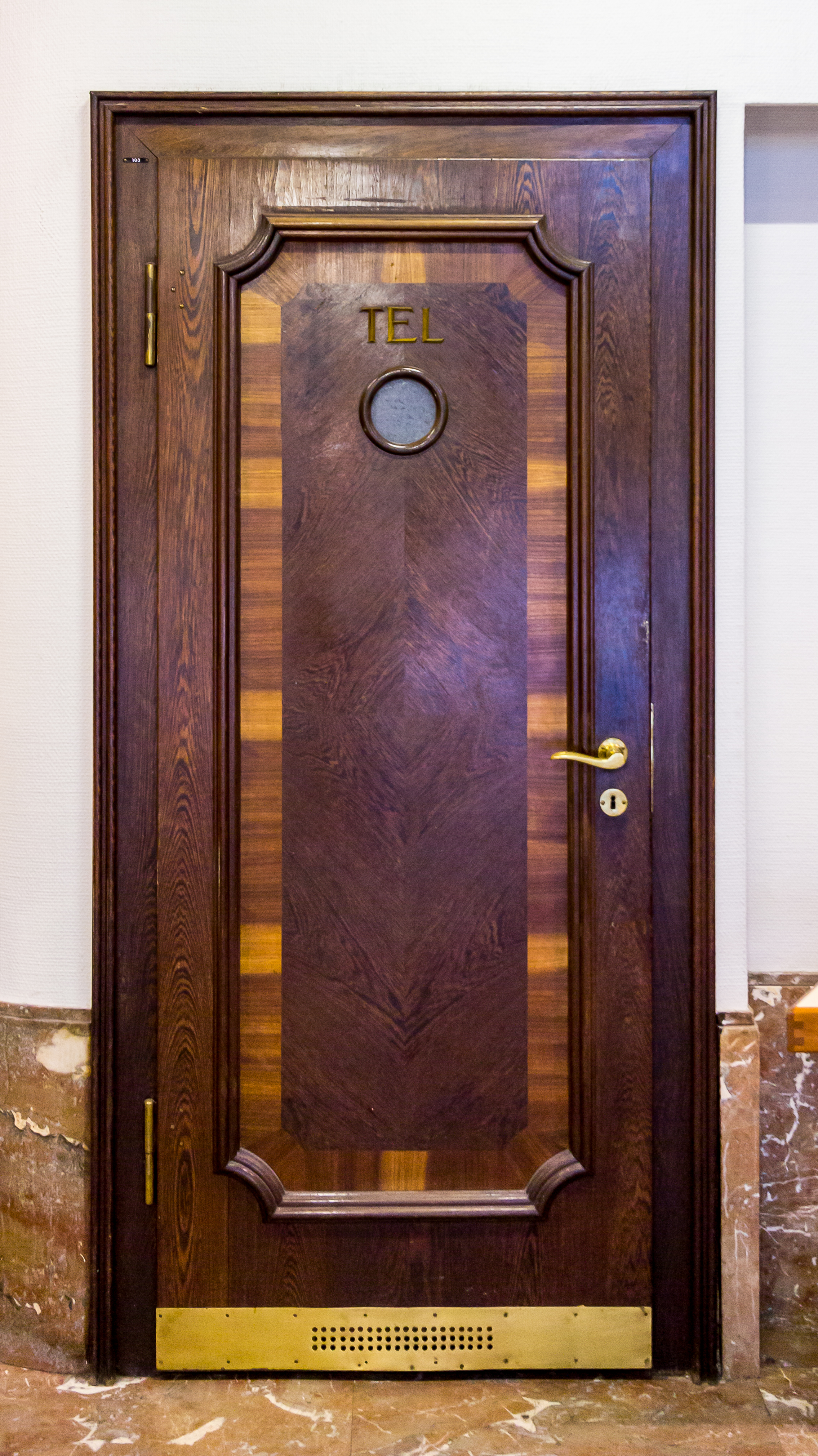
Intarsientür
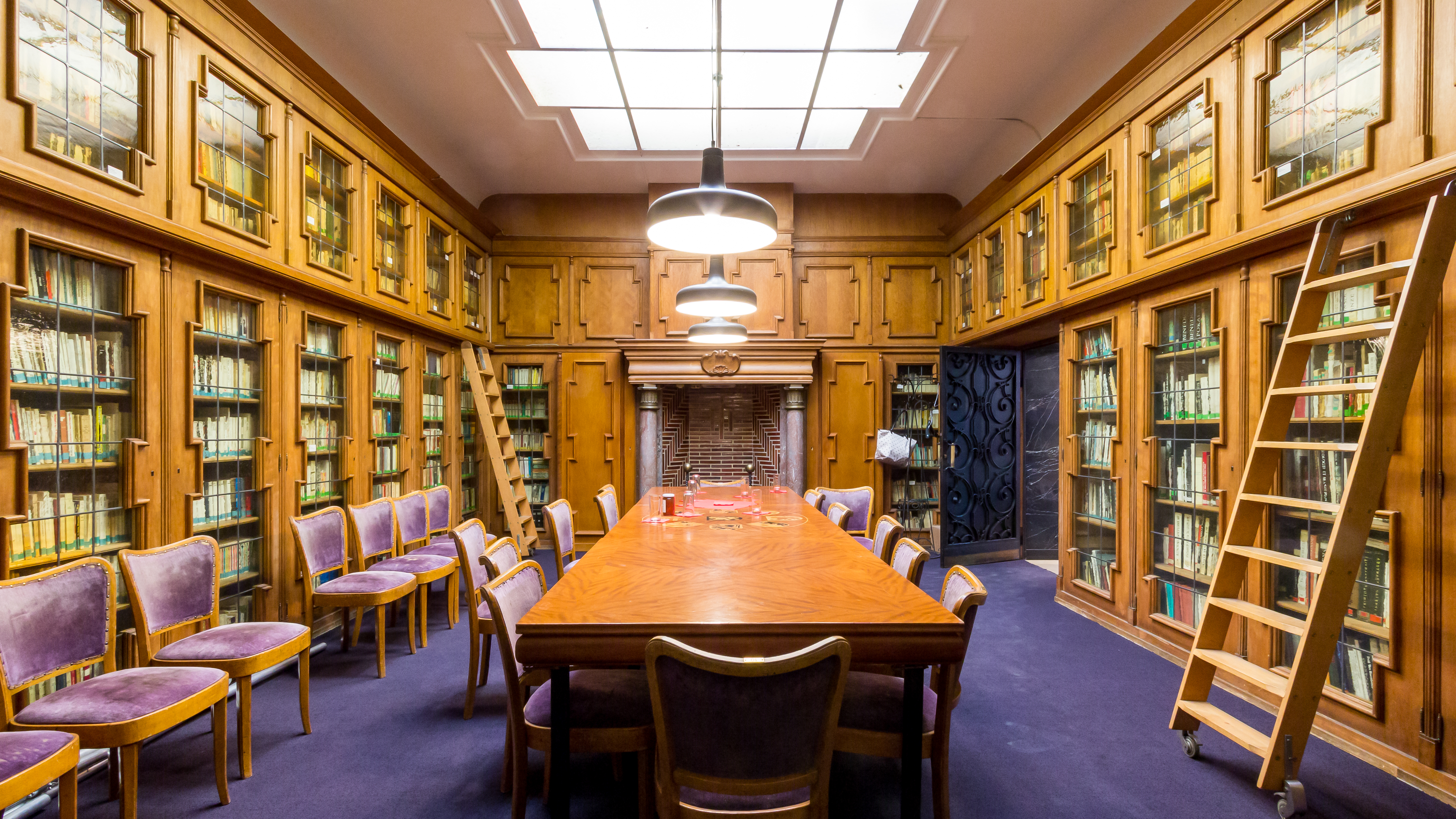
Bibliothek
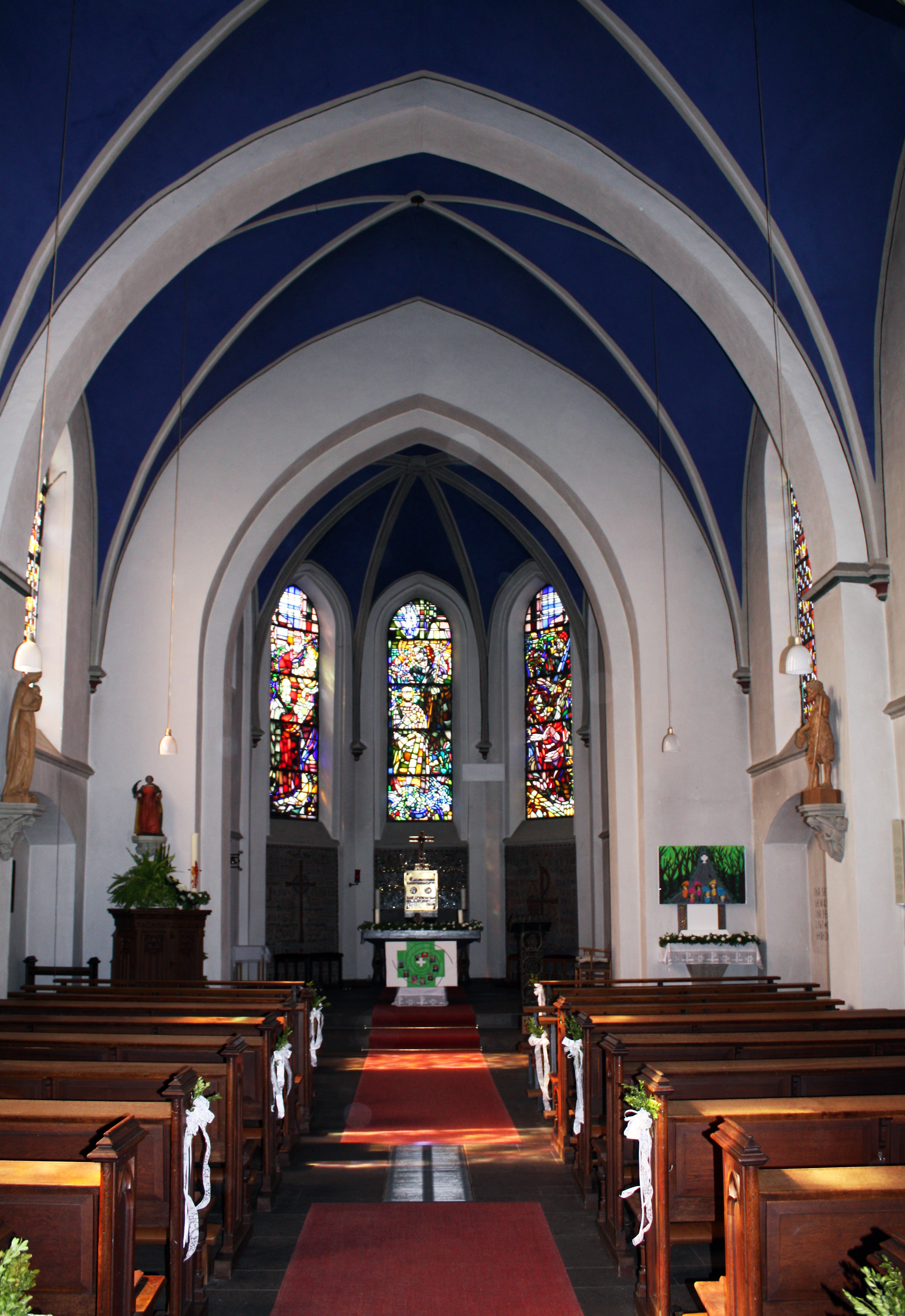
Chorfenster St. Johannes, Ahrem

## Schriften
- Das Erlebnis der Architektur. Köln 1920.